# Dolicheremaeus philippinensis
Dolicheremaeus philippinensis är en kvalsterart som beskrevs av Aoki 1967. Dolicheremaeus philippinensis ingår i släktet Dolicheremaeus och familjen Tetracondylidae. Inga underarter finns listade i Catalogue of Life.